# Marvin Keller
 (décembre 2023).
Pour les articles homonymes, voir Keller.
Marvin Keller est un footballeur suisse né le 3 juillet 2002 à Londres. Il joue au poste de gardien de but au FC Winterthour, en prêt du BSC Young Boys.

## Carrière

### En club
Il est formé à Grashopper Club mais il ne joue jamais avec l'équipe première. Le 8 juin 2021, il s'engage avec le FC Wil. Il prolonge en mai 2022 son contrat jusqu'en juin 2024. Il quitte le club en février 2023.
Le 12 février 2023, il signe en faveur en faveur du BSC Young Boys à la suite de la blessure de David von Ballmoos, il a signé un contrat pour une entente de quatre ans et demi soit jusqu'en été 2027. Il joue son premier match le 14 mai en championnat contre le FC Zurich. Il est également titularisé lors de la finale de la coupe remportée par Young Boys contre le FC Lugano 3-2.
Il est prêté pour 1 saison (juin 2024) par le BSC Young Boys depuis septembre 2023 au FC Winterthour,. Il revient au Young Boys après son prêt.
En juillet 2024, le FC Winterthour travaille pour un nouveau prêt du joueur mais aucun accord a été trouvé. Toujours en juillet, il est annoncé dans la presse qu'il sera le gardien no 2 après David von Ballmoos.
En janvier 2025, le nouvel entraîneur des Young Boys, Giorgio Contini annonce que le jeune gardien est le nouveau gardien titulaire de YB, poussant ainsi David von Ballmoos sur le banc des remplaçants.
Fin mai 2025, les rôles des gardiens de YB étant clarifiés pour la nouvelle saison 2025-2026, il restera le numéro 1, Heinz Lindner rejoint YB comme gardien remplaçant n°2, Dario Marzino prolonge son contrat comme numéro 3, tandis que David von Ballmoos a exprimé à la direction du club son souhait de relever un nouveau défi dans un autre club.

### En sélection
Il joue avec l'équipe de Suisse des moins de 19 ans, puis avec l'équipe espoirs avec laquelle il fait partie de l'effectif qui participe au championnat d'Europe espoirs 2023. Il reste sur le banc lors de tous les matchs, la Suisse étant éliminée en quart de finale par l'Espagne 2-1 après prolongation.
En mai 2024, il est appelé pour la première fois en Equipe A par Murat Yakin dans une liste élargie en vue de l'Euro 2024. En juin 2024, il quitte le rassemblement après la deuxième réduction du cadre,.
En mai 2025, il est appelé pour le prochain rassemblement de l'équipe de Suisse, qui jouera contre le Mexique puis contre les Etats-Unis.

## Palmarès

### Club
- BSC Young Boys (2)
  - Vainqueur du championnat de Suisse en 2022-2023
  - Vainqueur de la coupe de Suisse en 2022-2023